# Englische Badmintonmeisterschaft 2004
Die Englische Meisterschaft 2004 im Badminton fand vom 30. Januar bis zum 1. Februar 2004 in Manchester statt.

## Austragungsort
- Manchester Velodrome

## Finalresultate
| Disziplin    | Sieger                         | Finalist                       | Ergebnis         |
| ------------ | ------------------------------ | ------------------------------ | ---------------- |
| Herreneinzel | Aamir Ghaffar                  | Colin Haughton                 | 15-6, 15-8       |
| Dameneinzel  | Tracey Hallam                  | Julia Mann                     | 3-11, 11-8, 11-8 |
| Herrendoppel | Anthony Clark Nathan Robertson | Kristian Roebuck David Lindley | 15-10, 15-6      |
| Damendoppel  | Ella Tripp Joanne Wright       | Liza Parker Suzanne Rayappan   | 15-9, 15-12      |
| Mixed        | Simon Archer Donna Kellogg     | Kristian Roebuck Liza Parker   | 15-5, 15-3       |